# 清里高原有料道路

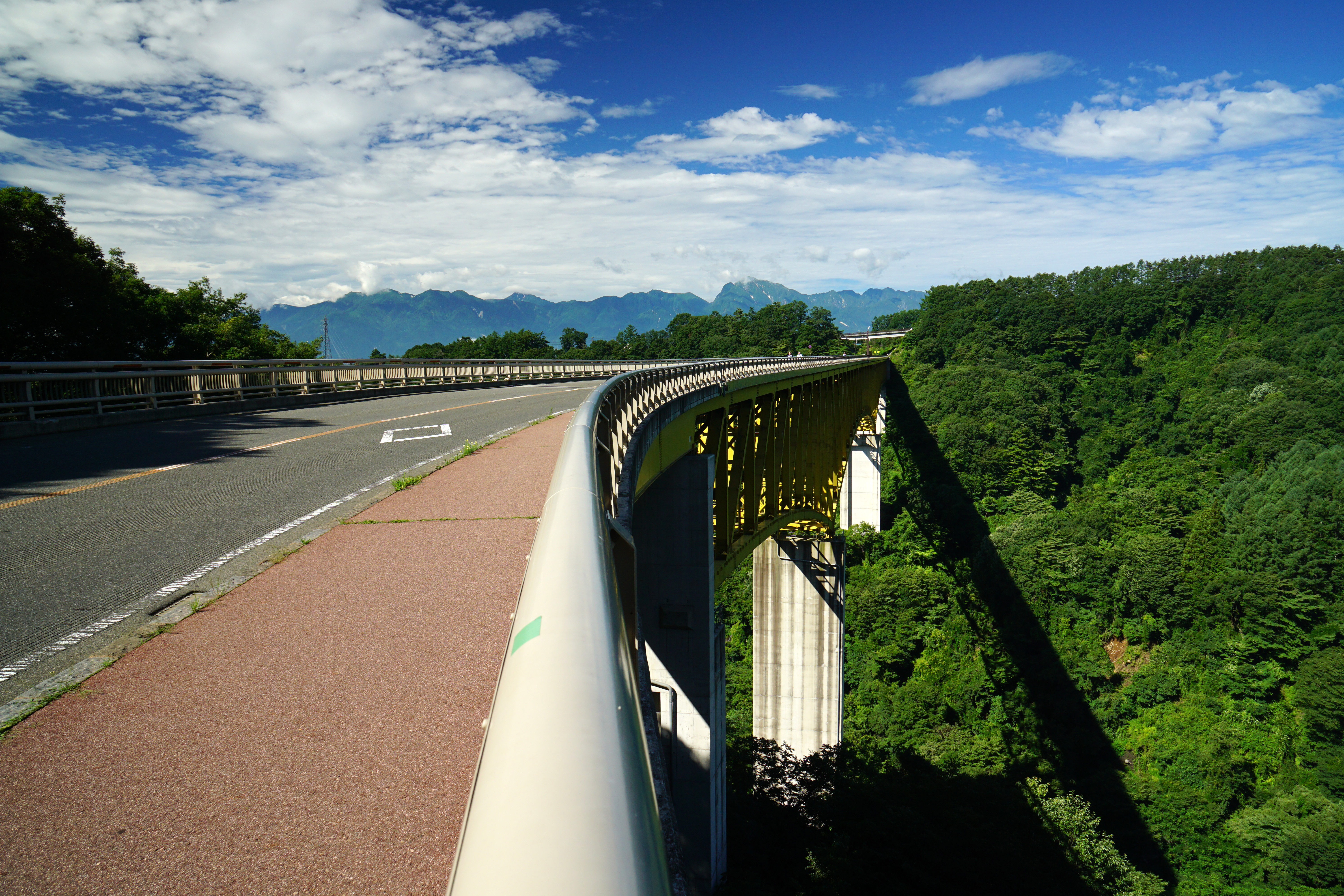
八ヶ岳高原大橋

清里高原有料道路（きよさとこうげんゆうりょうどうろ）は山梨県道28号北杜八ヶ岳公園線の有料区間だった道路。観光地・避暑地として人気の高い清里と中央自動車道須玉ICを結ぶ国道141号の渋滞解消を目的として建設された。1998年（平成10年）6月22日供用開始。総延長3.1km。
川俣川に架かる八ヶ岳高原大橋からの好眺望を売りにしていたが、利用台数は少なく、赤字が続き、2005年（平成17年）6月7日に無料開放された。
計画中の中部横断自動車道の一部となる案もなったが、新ルート帯では検討されなかった。